# Romain Guillermic
 (septembre 2024).
La mise en forme du texte ne suit pas les recommandations de Wikipédia : il faut le « wikifier ».
Les points d'amélioration suivants sont les cas les plus fréquents. Le détail des points à revoir est peut-être précisé sur la page de discussion.
- Les titres sont pré-formatés par le logiciel. Ils ne sont ni en capitales, ni en gras.
- Le texte ne doit pas être écrit en capitales (les noms de famille non plus), ni en gras, ni en italique, ni en « petit »…
- Le gras n'est utilisé que pour surligner le titre de l'article dans l'introduction, une seule fois.
- L'italique est rarement utilisé : mots en langue étrangère, titres d'œuvres, noms de bateaux, etc.
- Les citations ne sont pas en italique mais en corps de texte normal. Elles sont entourées par des guillemets français : « et ».
- Les listes à puces sont à éviter, des paragraphes rédigés étant largement préférés. Les tableaux sont à réserver à la présentation de données structurées (résultats, etc.).
- Les appels de note de bas de page (petits chiffres en exposant, introduits par l'outil «  Source ») sont à placer entre la fin de phrase et le point final[comme ça].
- Les liens internes (vers d'autres articles de Wikipédia) sont à choisir avec parcimonie. Créez des liens vers des articles approfondissant le sujet. Les termes génériques sans rapport avec le sujet sont à éviter, ainsi que les répétitions de liens vers un même terme.
- Les liens externes sont à placer uniquement dans une section « Liens externes », à la fin de l'article. Ces liens sont à choisir avec parcimonie suivant les règles définies. Si un lien sert de source à l'article, son insertion dans le texte est à faire par les notes de bas de page.
- La présentation des références doit suivre les conventions bibliographiques. Il est recommandé d'utiliser les modèles {{Ouvrage}}, {{Chapitre}}, {{Article}}, {{Lien web}} et/ou {{Bibliographie}}. Le mode d'édition visuel peut mettre en forme automatiquement les références.
- Insérer une infobox (cadre d'informations à droite) n'est pas obligatoire pour parachever la mise en page.

Pour une aide détaillée, merci de consulter Aide:Wikification.
Si vous pensez que ces points ont été résolus, vous pouvez retirer ce bandeau et améliorer la mise en forme d'un autre article.
Pour les articles homonymes, voir Guillermic.
Romain Guillermic, né le 11 novembre 1994 à Rueil-Malmaison dans les Hauts-de-Seine, est un danseur électro français.

## Biographie

### Enfance et jeunesse
Romain Guillermic est né le 11 novembre 1994 à Rueil-Malmaison. Il passe son enfance dans les Hauts-de-Seine. Passionné de football, il se prédestine d'abord à une carrière de footballeur. Il intègre très tôt le club junior du Paris Saint-Germain[source insuffisante], qu'il quittera l'année de ses 13 ans, lorsqu'il découvrira le monde de la danse. Il fera ensuite de la danse sa passion et s'y consacrera entièrement afin d'en faire son métier.

## Carrière

### Début
En 2007, il fonde un groupe de danse nommé Electro Street, avec quatre autres danseurs, chorégraphes et acteurs : Alou Sidibé, Adrien Sissoko, Mamadou Bathily, Taylor Château.
Il va très vite faire de sa passion son métier. Il participe régulièrement à des battles solo pour se faire connaitre du grand public. Ce qui lui permettra de donner ses premiers cours de danse électro dès 2011.

### Consécration en danse électro
En 2008, il est champion de France de danse électro[réf. nécessaire].
En 2009, avec son groupe, il obtient le titre du Meilleur show chorégraphique[réf. nécessaire].
Dès 2013, il donnera ses premiers cours de danse électro à l'étranger, notamment au Mexique.
En 2017, il obtient le titre de champion du monde de danse électro en solo.
En parallèle de sa carrière de danseur professionnel, Romain commence une carrière de comédien. Il jouera ensuite dans plusieurs films et comédie musicale.
À partir de 2018, il collabore avec l'artiste Christine and the Queens. Il chorégraphie et participe a à plusieurs de ses clips[réf. nécessaire]. À la suite de plusieurs polémiques et d'une relation conflictuelle avec l'artiste, Romain Guillermic cessera toute collaboration avec ce dernier.
En 2018, il s'essaye à l'acting et joue dans son tout premier film (Climax).
En 2023, il intègre du jury lors de la coupe du monde de danse électro (Le LRC - Life’s Round Contest).

### Rencontre avec Fauve Hautot
En 2022, il initie la danseuse professionnelle Fauve Hautot à la danse électro[réf. nécessaire].
En 2023, il propose à Fauve Hautot de faire partie du Jury de la coupe du monde danse électro qui a eu lieu du 25 au 26 novembre.
Lors de cet événement, les deux danseurs auront un véritable coup de foudre l'un pour l'autre. Leur idylle restera secrète pendant plusieurs mois.
En 2024, Romain Guillermic et Fauve Hautot dansent ensemble lors de la cérémonie d'ouverture des Jeux olympiques d'été à Paris. Ils représentent ensemble la danse électro et la danse de salon[source insuffisante].

## Vie privée
Romain Guillermic et Fauve Hautot officialisent leur couple lors d'une interview en 2024 avec un journaliste du magazine Madame Figaro[source insuffisante].

## Formation
- La Salle Passy Buzenval[4]

## Filmographie

### Cinéma
- 2016 : Elektro Mathematrix de Blanca Li : Skip 3[8]
- 2018 : Climax de Gaspar Noé : David[9][source insuffisante]
- 2020 : De l'or pour les chiens de Anna Cazenave Cambet : Le garçon de la fête[10]
- 2021 : La Ruche de Christophe Hermans : Samir

### Clip
- 2018 : Doesn't Matter, Christine and the Queens, réalisé par Colin Solal Cardo
- 2018 : Damn, dis-moi, Christine and the Queens feat Dâm-Funk réalisé par Jordan Bahat[11]
- Modern Jam, Travis Scott réalisé par Gaspar Noé

### Courts métrages
- 2023 : Geush, Simon Sobrino
- 2022 : Chapitre 7 : La station service, Kalidou Elhadji
- 2022 : Les Éveillées, Nina Cheval

### Spectacles
- 2010 : Elektro Kif de Blanca Li
- 2014 : Bliss d’Anthony Egéa
- 2014 : Z’up d'Electro Street
- 2016 : Les 3 Mousquetaires de Dominic Champagne et René Richard Cyr
- 2018 : Elektrik de Blanca Li
- 2021 : 24H avec La Street d'Electro Street au Cabaret Sauvage. Mise en scène par Regis Truchy, co-produit par Electro Street etle Cabaret Sauvage
- 2022 : 3 avec Electro Street
- 2024 : Cérémonie d'ouverture des jeux olympiques de Paris 2024 avec Fauve Hautot